# Pećinci
Pećinci (cyr. Пећинци) – wieś w Serbii, w Wojwodinie, w okręgu sremskim, siedziba gminy Pećinci. Leży w regionie Srem. W 2011 roku liczyło 2581 mieszkańców.